# رضا مختاری
رضا مختاری (زاده ۱۳۴۲ در رضوانشهر) پژوهشگر ایرانی و مدیر مؤسسه کتاب‌شناسی شیعه است. 

## زندگی و تحصیلات
وی در سال 1342 متولد شد و تحصیلات دینی را در اصفهان و قم طی کرد. در جوانی رو به نگارش کتاب و تصحیح کتب آورد و معروف ترین کتاب وی سیمای فرزانگان است. او هم اکنون رئیس موسسه کتابشناسی شیعه است.

## آثار
- سیمای فرزانگان در زمینه اخلاق اسلامی و شرح حال عالمان شیعه.
- فهرست آثار خطی شیخ مفید در کتابخانه آیت‌الله مرعشی نجفی.
- طرح تدوین کتاب‌شناسی بزرگ شیعه.
- گزیده سیمای فرزانگان.
- جمع پریشان
- الشهید الاول: حیاته و آثاره (شرح حال و معرفی آثار علمی شهید اول، محمد بن مکی).
- حج ۲۵: گزارشی از حج‌گزاری سال ۱۴۲۵ق (۱۳۸۳ش).

## جایزه علمی
او برای تصحیح کتاب‌های منیه المرید فی ادب المفید و المستفید ، غایه المراد فی شرح نکت الارشاد و حاشیه الارشاد و رسائل الشهید الثانی به‌ترتیب برگزیدهٔ هشتمین، دوازدهمین و بیستمین دورهٔ کتاب سال ایران شد.